# Thomas Rymer
Thomas Rymer, född omkring 1643, död den 14 december 1713, var en engelsk författare och urkundsutgivare.
Rymer studerade en tid i Cambridge, blev 1673 advokat och 1692 kunglig historiograf. Hans vittra verksamhet inskränkte sig till några översättningar från Ovidius, ett drama samt ett par estetiska uppsatser om dramat. År 1693 uppdrogs åt honom att utge Englands traktater med främmande makter, och 1704 utgav han 1:a delen av det som ett nationalverk betraktade Foedera, conventiones, literae et cujuscunque generis acta publica inter reges Angliæ et alios quosvis imperatores, reges, pontifices ... ab ineunte saeculo duodecimo ... ab A. D. 1101 ad nostra usque tempora habita aut tractata, vars utgivning han själv fullföljde endast till och med 15:e delen (1713; tiden till 1586), men för vilket han hade material färdigt till slutet av Jakob I:s regering. Detta utgavs av Robert Sanderson (2 delar, 1715–17), som därjämte fortsatte verket till 1654 (3 delar, 1726–35). "Foedera" utkom i nya upplagor 1727–30, 1737–45 och, i reviderad form, 1816–69 (omfattande endast tiden till 1383). För en ny upplaga av "Foedera" lämnade Rymer efter sig ett ofantligt material (59 folioband, nu i British Library). Sir Thomas Duffus Hardy utgav "Syllabus" (3 delar, 1869–86), ett på engelska författat register över de i "Foedera" återgivna urkunderna samt person- och ortregister.